# نادي غانغون
نادي غانغون (بالفرنسية: En Avant de Guingamp)‏ نادي كرة قدم فرنسي يلعب في دوري الدرجة الأولى. تم تأسيس النادي في سنة 1912 .